# Mercedes-Benz W163
Mercedes-Benz W163 — первое поколение внедорожников M-класса от немецкой автомобильной марки Mercedes-Benz. Премьера автомобиля состоялась в феврале 1997 года с началом продаж в сентябре того же года. Производство первого поколения M-класса завершилось в 2005 году, а на смену ему в то же время пришли автомобили серии Mercedes-Benz W164.
В 1998 году модель ML 320 в кузове W163 завоевала награду в номинации «Североамериканский автомобиль и грузовик года».
В 2001 году был проведён рестайлинг автомобиля, в результате которого он получил новые фары и задние фонари, новые легкосплавные диски, зеркала со встроенными поворотниками, 8 подушек безопасности, а также различные внутренние изменения отделки салона. Незначительно обновился и модельный ряд двигателей. В июле 2002 года на базе М-класса первого поколения (модель ML 430) был создан Папамобиль.

## История

### Предпосылки и разработка

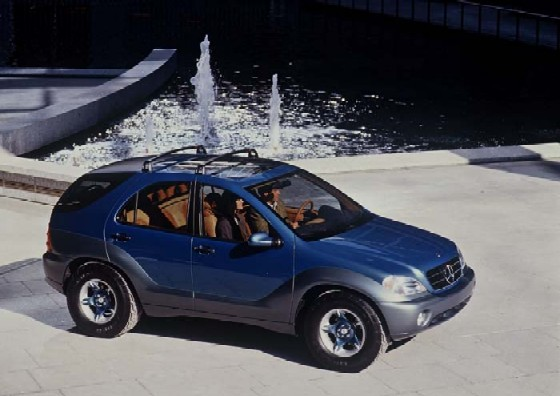
Видение будущего внедорожника

В 1990-х годах руководство компании Mercedes-Benz выдвинуло план по замене G-класса, который на то время находился в производстве на протяжении 11 лет. В результате в 1991 году с Mitsubishi Motors было подписано соглашение о совместной разработке и выпуске транспортных средств класса SUV, о чём публично было объявлено в июне того же года. В мае 1992 года проект был отменён со ссылкой на "технические проблемы" и компания Mercedes-Benz продолжила  развивать идею на домашней территории с января 1993 года. В марте 1993 года был инициирован проект по поиску подходящего места для создания заводов в США. К сентябрю выбор пал на местечко в штате Алабама и в 1994 году началось строительство.
В то время, как в США велись строительные работы, в Германии продолжалась работа над проектом по вводу новой линейки внедорожников. Проектные работы проходили с конца 1992 по 1994 год. Дизайном будущей модели занималась студия в Зиндельфингене. Финальный прототип был выбран в 1993 году и утверждён исполнительным советом в феврале 1994 года. Патенты на промышленные образцы были поданы в Германии 13 июля 1994 года, а в США — 13 января 1995 года. Тестирование опытных образцов началось с испытания муляжей и краш-тестов с использованием макетов в мае 1994 года.
Первый рабочий прототип был представлен в феврале 1995 года. Полный цикл тестирования проводился с марта 1995 года по декабрь 1996 года в различных климатических условиях и регионах мира. Опытное производство стартовало в мае 1996 года. Тогда же компания представила концептуальный автомобиль AAV (от англ. All Activity Vehicle).
В июле 1996 года был дан старт для подготовки и запуска производства на заводе Mercedes-Benz U.S. International в Алабаме.

### Премьера
ML 320 на момент дебюта
М-класс первого поколения в лице автомобиля Mercedes-Benz W163 был представлен 19 февраля 1997 года. Первые автомобили сошли с конвейера чуть ранее — 9 февраля 1997 года. Официальные продажи стартовали в сентябре того же года. Автомобиль представлял собой пятиместный среднеразмерный внедорожник с возможностью установки третьего ряда сидений (в этом случае количество посадочных мест возрастало до семи). M-класс стал первой серией роскошных внедорожников, оснащённой функцией электронного контроля устойчивости. Кроме того, автомобили оснастили боковыми и передними подушками безопасности, что позволило ему заработать высокие оценки на краш-тестах.
Ключевой особенностью Mercedes-Benz W163 стала система постоянного полного привода 4MATIC, которая перенаправляла крутящий момент на все колёса через передний, средний и задний дифференциалы.
В начале 1998 года компания продала около 100 000 единиц первого поколения M-класса. В это же время модель М-класса ML 320 завоевала награду в номинации «Североамериканский автомобиль и грузовик года».
С весны 1999 года в Европу поставлялась версия с двигателем V8 мощностью в 272 лошадиных силы. Все модели агрегатировались с пятиступенчатыми механической коробкой передач или АКПП. Годом позже модельный ряд дополнила экономичная дизельная модель ML 270 CDI.
Несмотря на завоёванные награды, компания Mercedes-Benz получила серьёзную критику по отношению к качеству автомобиля W163. Поэтому концерн DaimlerChrysler предпринял попытку обновить модель как внешне, так и внутренне. В августе 2000 года концерн Daimler-Benz инвестировал около 600 миллионов долларов США в производственные мощности, расположенные в Алабаме, для модернизации конвейеров и увеличения количества производимой продукции.

### Рестайлинг
ML 270 CDI после рестайлинга
В 2001 году компанией Mercedes-Benz в связи с критикой на низкое качество сборки был проведён рестайлинг автомобиля, в результате которого первое поколение M-класса получило новые фары и задние фонари, новые легкосплавные диски и бампера, зеркала со встроенными индикаторами поворота, 8 подушек безопасности, а также различные внутренние изменения отделки салона. С технологической точки зрения модель оснастили большей тормозной системой, перенастроенным шасси и обновлённой системой 4ETS. В то же время изменения произошли и в модельном ряду: ML 430 был заменён на ML 500 с 5,0-литровым V8 двигателем. Для Европы стала доступна новая 4,0-литровая V8 турбодизельная версия ML 400 CDI (184 кВт / 250 л.с.), ставшая топовой в линейке дизельных моделей. Производство ML 230 было остановлено.
В 2002 году Mercedes-Benz представил модель ML 350, оснащённую 3,7-литровым двигателем в конфигурации V6. На некоторых рынках ML 350 заменила ML 320.
В июле 2002 года на базе М-класса первого поколения (модель ML 430) был создан Папамобиль. Компания Volkswagen предложила построить новый автомобиль, основанный на модели Touareg, однако Бенедикт XVI решил продолжить работу с компанией Mercedes-Benz.
В 2005 году производство автомобиля W163 было завершено.

## Описание

### Экстерьер
В целом среднеразмерные автомобили M-класса ориентированы на проведения досуга. Релинги на крыше позволяют перевозить велосипеды, доску для сёрфинга или сноуборд. Задний бампер включает в себя выдвигающееся буксирное устройство. На задней двери расположено запасное колесо и динамик, который можно включить, чтобы слушать музыку вне автомобиля[прояснить].
После проведения рестайлинга в 2001 году автомобиль получил более 1100 новых или модифицированных компонентов, среди которых выделяются:
- передние фары в прозрачном стекле;
- боковые индикаторы поворота в наружных зеркалах заднего вида;
- новые блестящие задние фонари;
- новый передний бампер с противотуманными фарами в прозрачном стекле;
- новые задний бампер и боковые юбки;
- окрашенные в цвет кузова боковые молдинги;
- новые легкосплавные диски большего размера (17 дюймов вместо 16).

### Интерьер
Линии исполнения автомобиля включали три варианта: Classic (классический внешний вид), Elegance (элегантный экстерьер: ручки в цвет кузова, хромированная отделка и иные решения) и Avantgarde (спортивный внешний вид). В любом из вариантов интерьер автомобиля был спроектирован таким образом, чтобы иметь возможность обеспечить дополнительное пространство для транспортировки различного оборудования и багажа.
Кроссовер по умолчанию предлагался с двумя рядами сидений на 5 мест, за дополнительную плату можно было заказать третий ряд сидений.
После проведения рестайлинга в салон установили климат-контроль Thermatik и значительно улучшили качество материалов отделки.

### Технические характеристики
|                       | ML 230                             | ML 320                             | ML 350                             | ML 350                             | ML 430                             | ML 500                             | ML 55 AMG                          | ML 270 CDI                                                  | ML 400 CDI                         |
| --------------------- | ---------------------------------- | ---------------------------------- | ---------------------------------- | ---------------------------------- | ---------------------------------- | ---------------------------------- | ---------------------------------- | ----------------------------------------------------------- | ---------------------------------- |
| Тип                   | Бензиновый двигатель               | Бензиновый двигатель               | Бензиновый двигатель               | Бензиновый двигатель               | Бензиновый двигатель               | Бензиновый двигатель               | Бензиновый двигатель               | Дизельный двигатель Common Rail                             | Дизельный двигатель Common Rail    |
| Двигатель             | R4                                 | V6                                 | V6                                 | V6                                 | V8                                 | V8                                 | V8                                 | R5, турбонагнетатель                                        | V8, турбонагнетатель               |
| Рабочий объём         | 2295 см3                           | 3199 см3                           | 3724 см3                           | 3724 см3                           | 4266 см3                           | 4966 см3                           | 5439 см3                           | 2685 см3                                                    | 3996 см3                           |
| Мощность              | 110 кВт (150 л.с.) при 5400 об/мин | 160 кВт (218 л.с.) при 5700 об/мин | 173 кВт (235 л.с.) при 5750 об/мин | 180 кВт (245 л.с.) при 5750 об/мин | 200 кВт (272 л.с.) при 5750 об/мин | 215 кВт (292 л.с.) при 5600 об/мин | 255 кВт (347 л.с.) при 5500 об/мин | 120 кВт (163 л.с.) при 4200 об/мин                          | 184 кВт (250 л.с.) при 4000 об/мин |
| Макс. крутящий момент | 220 Н·м при 3800 об/мин            | 310 Н·м при 3000–4600 об/мин       | 345 Н·м при 3000–4500 об/мин       | 350 Н·м при 3500–4800 об/мин       | 390 Н·м при 3000–4400 об/мин       | 440 Н·м при 2700–4250 об/мин       | 510 Н·м при 2800–4500 об/мин       | 370 Н·м при 1600–2800 об/мин (400 Н·м при 1800–2600 об/мин) | 560 Н·м при 1800–2600 об/мин       |
| Привод                | Полный привод                      | Полный привод                      | Полный привод                      | Полный привод                      | Полный привод                      | Полный привод                      | Полный привод                      | Полный привод                                               | Полный привод                      |
| Максимальная скорость | 177 км/ч                           | 195 км/ч                           | 240 км/ч                           | 240 км/ч                           | 210 км/ч                           | 222 км/ч                           | 235 км/ч                           | 185 км/ч (183 км/ч)                                         | 213 км/ч                           |
| Разгон, 0–100 км/ч    | 12,3 с                             | 9,5 с                              | 9,1 с                              | 8,7 с                              | 8,4 с                              | 7,7 с                              | 6,7 с                              | 11,7 с (11,6 с)                                             | 8,1 с                              |
| Расход топлива (EWG)  | 12,7 л                             | 13,8 л                             | 12,7 л                             | 12,7 л                             | 13,9 л                             | 14,6 л                             | 14,8 л                             | 9,4 л (9,5 л)                                               | 10,9 л                             |
| Годы выпуска          | 1997–2000                          | 1997–2005                          | 2003–2005                          | 2002–2003                          | 1999–2001                          | 2001–2005                          | 2000–2005                          | 1997–2005                                                   | 2001–2005                          |

## Награды
За время производства автомобиль Mercedes-Benz W163 завоевал следующие звания и награды:
- «Внедорожник года» по версии популярного издания Motor Trend (1998 год, ML 320)[9].
- «Североамериканский автомобиль и грузовик года» (1998 год, ML 320).
- «Мировой автомобиль года» по мнению жюри, состоящего из международных автомобильных журналистов (март 1999 года, Женева)[1].

## Производство и продажи
В начале 1999 года, всего через 2 года после официального запуска серии, компания продала 100 000 единиц автомобиля. Всего за время производства первого поколения M-класса (с 1997 по 2005 год) было выпущено 570 000 экземпляров Mercedes-Benz W163.
В период между 1999 и 2002 годами 77 100 единиц М-класса для европейского рынка были произведены на заводе фирмы Magna-Steyr в Граце, Австрия.